# Pagothenia borchgrevinki
Pagothenia borchgrevinki és una espècie de peix pertanyent a la família dels nototènids.

## Descripció
- Pot arribar a fer 28 cm de llargària màxima.
- És groguenc amb taques fosques i franges irregulars.
- 4-7 espines i 34-38 radis tous a l'aleta dorsal i 30-35 radis tous a l'anal.
- Les aletes caudal i dorsals presenten, de vegades, taques en forma de punts.
- El seu cos segrega una substància anticongelant que li permet tolerar temperatures sota zero.[3][4][5][6][7]

## Alimentació
Menja copèpodes i krill.

## Depredadors
És depredat a l'Antàrtida per Gymnodraco acuticeps i Dissostichus mawsoni.

## Hàbitat
És un peix d'aigua marina, pelàgic-oceànic i de clima polar (60°S-78°S) que viu entre 0-550 m de fondària (normalment, entre 0-30).

## Distribució geogràfica
Es troba a l'oceà Antàrtic: els mars de Ross, Davis i Weddell, la badia de Vincennes, la península Antàrtica i les illes Òrcades del Sud i Shetland del Sud.

## Observacions
És inofensiu per als humans.